# Victor Khanye
Victor Khanye Local Municipality (voorheen gemeente Delmas) is een gemeente in het Zuid-Afrikaanse district Nkangala.
Delmas ligt in de provincie Mpumalanga en telt 75.462 inwoners.

## Hoofdplaatsen
Het nationaal instituut voor de statistiek, Stats SA, deelt sinds de census 2011 deze gemeente in in 7 zogenaamde hoofdplaatsen (main place):
Delmas • Eloff • Middelbult • Modder East Orchards • Rietkol • Sundra • Victor Khanye NU.